# Görjeå revir
Görjeå revir var ett skogsförvaltningsområde inom  Nedre Norrbottens överjägmästardistrikt, Norrbottens län, som omfattade vissa delar av Jokkmokks socken. Reviret, som var indelat i fyra bevakningstrakter, omfattade 43 072 hektar allmänna skogar (1920), varav fyra kronoparker med en areal av 41 521 hektar.